# کریس باب
کریس باب (انگلیسی: Chris Babb؛ زادهٔ ۱۴ فوریهٔ ۱۹۹۰) بازیکن بسکتبال اهل ایالات متحده آمریکا است.
از باشگاه‌هایی که در آن بازی کرده‌است می‌توان به بوستون سلتیکس و مین رد کلاوز اشاره کرد.